# Menadi
Menadi is een bestuurslaag in het regentschap Pacitan van de provincie Oost-Java, Indonesië. Menadi telt 1984 inwoners (volkstelling 2010).